# Classe Kamishima
La classe Kamishima est une classe de mouilleurs de mines de la Marine impériale japonaise construite en fin de la Seconde Guerre mondiale.

Neuf navires avaient été prévus dans le cadre du plan de réarmement japonais Maru Sen. Seul un navire a été achevé.

## Contexte
Fin 1944, les voies maritimes japonaises sont totalement occupées par la flotte de la marine américaine. La Marine impériale du Japon veut s'assurer de la sécurité de la mer du Japon.

Pour cela elle doit miner le détroit de La Pérouse, le détroit de Tsugaru et le détroit de Tsushima. Pour pallier le manque de mouilleurs de mines elle prévoit donc la construction d'une classe de grande taille (Classe Minoo) et d'une plus petite taille (Classe Kamishima).

## Conception
Le Département technique de la marine impériale japonaise (Kampon) fait mettre en construction cette classe en se servant d'une version améliorée du Hirashima en lui procurant un armement de 2 canons antiaériens de 40 mm, version japonaise du Bofors 40 mm.

## Les unités
| Nom       | Chantier                | Quille          | Lancement       | Service         | Fin de carrière                                                               |
| --------- | ----------------------- | --------------- | --------------- | --------------- | ----------------------------------------------------------------------------- |
| Kamishima | Arsenal naval de Sasebo | 20 février 1945 | 12 juin 1945    | 30 juillet 1945 | retiré du service le 5 septembre 1945. Transfert à l'Union soviétique en 1947 |
| Awashima  | Arsenal naval de Sasebo | 20 février 1945 | 26 juillet 1945 | 18 avril 1946   | Non terminé. Détruit en 1947.                                                 |